# Лас Охас де Мазатепек, Балнеарио (Тала)
Лас Охас де Мазатепек, Балнеарио (шп. Las Hojas de Mazatepec, Balneario) насеље је у Мексику у савезној држави Халиско у општини Тала. Насеље се налази на надморској висини од 1478 м.

## Становништво
Према подацима из 2010. године у насељу је живело 5 становника.

### Хронологија
| Година       | 2000       | 2005       | 2010 |
| ------------ | ---------- | ---------- | ---- |
| Становништво | 10 (3 / 7) | 10 (4 / 6) | 5    |

### Попис
| # | Индикатор                     | Вредност |
| - | ----------------------------- | -------- |
| 1 | Укупно домаћинстава           | 1        |
| 2 | Укупно насељених домаћинстава | 1        |
| 3 | Величина локације             | 1        |